# Дифференциальный оператор
Дифференциа́льный опера́тор (вообще говоря, не непрерывный, не ограниченный и не линейный) — оператор, определённый некоторым дифференциальным выражением и действующий в пространствах (вообще говоря, векторнозначных) функций (или сечений дифференцируемых расслоений) на дифференцируемых многообразиях или в пространствах, сопряжённых к пространствам этого типа.
Дифференциальное выражение — это такое отображение {\displaystyle \lambda } множества {\displaystyle {\mathfrak {P}}} в пространстве сечений расслоения {\displaystyle \xi } с базой {\displaystyle M} в пространство сечений расслоения {\displaystyle \eta } с той же базой, что для любой точки {\displaystyle p\in M} и любых сечений {\displaystyle f,\;g\in {\mathfrak {P}}} из совпадений их {\displaystyle k}-струй в точке {\displaystyle p} следует совпадение {\displaystyle \lambda f} и {\displaystyle g} в той же точке; наименьшее из чисел {\displaystyle k}, удовлетворяющих этому условию для всех {\displaystyle p\in M}, называется порядком дифференциального выражения и порядком дифференциального оператора, определённого этим выражением.
На многообразии {\displaystyle M} без края дифференциальный оператор часто является расширением оператора, естественно определяемого фиксированным дифференциальным выражением на некотором (открытом в подходящей топологии) множестве бесконечно (или достаточно много раз) дифференцируемых сечений данного векторного расслоения {\displaystyle \xi } с базой {\displaystyle M} и, таким образом, допускает естественное обобщение на случай пучков ростков сечений дифференцируемых расслоений. На многообразии {\displaystyle M} с краем {\displaystyle \partial M} дифференциальный оператор {\displaystyle L} часто определяется как расширение аналогичного оператора, естественно определённого дифференциальным выражением на множестве тех дифференцируемых функций (или сечений расслоения), ограничения которых на {\displaystyle \partial M} лежат в ядре некоторого дифференциального оператора {\displaystyle l} на {\displaystyle \partial M} (или удовлетворяет каким-либо другим условиям, определяемым теми или иными требованиями к области значений оператора {\displaystyle l} на ограничениях функций из области определения оператора {\displaystyle L}, например, неравенствами); дифференциальный оператор {\displaystyle l} называется определяющим граничные условия для дифференциального оператора {\displaystyle L}. Линейные дифференциальные операторы в пространствах, сопряжённых к пространствам функций (или сечений), определяются как операторы, сопряжённые к дифференциальным операторам, указанного выше вида в этих пространствах.

## Примеры

### Обыкновенные дифференциальные операторы
Пусть {\displaystyle F} — действительная функция {\displaystyle k+2} переменных {\displaystyle x,\;y_{0},\;y_{1},\;\ldots ,\;y_{k}}, определённая в некотором прямоугольнике {\displaystyle \Delta =I\times J_{0}\times J_{1}\times \ldots \times J_{k}}; дифференциальное выражение
{\displaystyle Du\,{\stackrel {\mathrm {def} }{=}}F\left(x,\;u,\;{\frac {du}{dx}},\;\ldots ,\;{\frac {d^{k}u}{dx^{k}}}\right)}
(где функция {\displaystyle F} обычно удовлетворяет некоторым условиям регулярности — измеримости, непрерывности, дифференцируемости и т. п.) определяет дифференциальный оператор {\displaystyle D} на многообразии {\displaystyle \Delta }, область определения которого {\displaystyle \Omega } состоит из всех функций {\displaystyle u\in C^{k}(\Delta )}, удовлетворяющих условию {\displaystyle u^{(i)}(x)\in J_{i}} для {\displaystyle i=0,\;1,\;\ldots ,\;k}; если {\displaystyle F} непрерывна, то {\displaystyle D} может рассматриваться как оператор в {\displaystyle C(I)} с областью определения {\displaystyle \Omega }. Такой дифференциальный оператор {\displaystyle D} называется общим обыкновенным дифференциальным оператором.
Если {\displaystyle F} зависит от {\displaystyle y_{k}}, то порядок {\displaystyle D} равен {\displaystyle k}. Дифференциальный оператор {\displaystyle D} называется квазилинейным, если {\displaystyle F} линейно зависит от {\displaystyle y_{k}}; линейным, если {\displaystyle F} линейно зависит от {\displaystyle y_{0},\;y_{1},\;\ldots ,\;y_{k}}; линейным с постоянными коэффициентами, если {\displaystyle F} не зависит от {\displaystyle x} и {\displaystyle D} является линейным дифференциальным оператором. Остальные дифференциальные операторы называются нелинейными. Квазилинейный дифференциальный оператор при некоторых условиях регулярности функции {\displaystyle F} может быть расширен до дифференциального оператора из одного пространства Соболева в другое.
По сути, всякую производную можно представить действием оператора. Например, оператор 
{\displaystyle L=\left({\frac {d}{dt}}+\gamma \right)}
при записи {\displaystyle Lx=\phi (t)} приводит к уравнению {\displaystyle {\dot {x}}(t)+\gamma x(t)=\phi (t)}.
Указанный оператор можно обобщить и до многомерного случая:
{\displaystyle {\hat {L}}=\left({\frac {d}{dt}}+{\hat {\Gamma }}\right)}

### Дифференциальные операторы в частных производных
Пусть {\displaystyle x=(x^{1},\;\ldots ,\;x^{N})} пробегает область {\displaystyle {\mathfrak {S}}} в {\displaystyle \mathbb {R} ^{N}} {\displaystyle F=F(x,\;u,\;\ldots ,\;D^{n}(u))} — дифференциальное выражение определяемое действительной функцией {\displaystyle F} на произведении области {\displaystyle {\mathfrak {S}}} на некоторый открытый прямоугольник {\displaystyle \omega }, здесь {\displaystyle D^{(n)}(u)} — набор частных производных вида {\displaystyle D^{\alpha }u={\frac {\partial ^{\alpha _{1}+\ldots +\alpha _{N}}}{(\partial x^{1})^{\alpha _{1}}\ldots (\partial x^{N})^{\alpha _{N}}}}}, где {\displaystyle a_{1}+\ldots +a_{N}\leqslant n}, а функция {\displaystyle F} удовлетворяет некоторым условиям регулярности. Определённый этим выражением дифференциальный оператор на пространстве достаточно дифференцируемых функций на {\displaystyle {\mathfrak {S}}\times \omega } называется общим дифференциальным оператором с частными производными. Аналогично 1) определяются нелинейные, квазилинейные и линейные дифференциальные операторы с частными производными и порядок дифференциального оператора; дифференциальный оператор называется эллиптическим, гиперболическим или параболическим, если он определяется дифференциальным выражением соответствующего типа. Иногда рассматриваются функции {\displaystyle F}, зависящие от производных всех порядков (например, в виде формальной линейной комбинации их); таким дифференциальным выражениям, не определяющим дифференциальный оператор в обычном смысле, тем не менее могут быть сопоставлены некоторые операторы (например, в пространствах ростков аналитических функций), называется дифференциальным оператором бесконечного порядка.
Примерами могут служить оператор Лапласа и аналогичный ему в пространстве Минковского оператор Д'Аламбера.

### Многомерные операторы
Системы дифференциальных выражений определяют дифференциальные операторы в пространствах вектор-функций. 
В физике важную роль в формулировании и решении дифференциальных уравнений в частных производных играет оператор Набла, позволяющий записать градиент, дивергенцию, ротор; а также указанный Лапласиан.
Помимо этого, например, дифференциальный оператор Коши-Римана, определённый дифференциальным выражением {\displaystyle \left\{{\frac {\partial u}{\partial x}}-{\frac {\partial v}{\partial y}},\;{\frac {\partial u}{\partial y}}+{\frac {\partial v}{\partial x}}\right\}} преобразует пространство пар гармонических функций на плоскости в себя.

### Замечание
Предыдущие примеры могут быть перенесены на случай комплексного поля, локально компактного вполне несвязного поля и (по крайней мере в случае линейных дифференциальных операторов) даже в более общую ситуацию.

## Обобщения
В определении дифференциального оператора и его обобщений (кроме обычных производных) часто используются не только обобщённые производные (естественно возникающие при рассмотрении расширений дифференциальных операторов, заданных на дифференцируемых функциях) и слабые производные (связанные с переходом к сопряженному оператору), но и производные дробного и отрицательного порядков. Более того, само дифференцирование заменяется преобразованием Фурье (или другим интегральным преобразованием), применяемым к области определения и значения такого обобщённого дифференциального оператора так, чтобы получить возможно более простое представление соответствующей дифференциальному оператору функции {\displaystyle F} и достичь разумной общности постановки задач и хороших свойств рассматриваемых объектов, а также построить функциональное или операционное исчисление (продолжающее соответствие между оператором дифференцирования и оператором умножения на независимую переменную, осуществляемое преобразованием Фурье).
Такие вопросы теории дифференциальных уравнений, как существование, единственность, регулярность, непрерывная зависимость решений от начальных данных или правой части, явный вид решения дифференциального уравнения, определённого данным дифференциальным выражением, естественно интерпретируются в терминах теории операторов как задачи дифференциального оператора, определённого данным дифференциальным выражением в подходящих функциональных пространствах, а именно — как задачи о ядре, образе, изучении структуры области определения данного дифференциального оператора {\displaystyle L} или его расширения, непрерывности обратного оператора к данному дифференциальному оператору и явного построения этого обратного оператора. Вопросы аппроксимации решений и построения приближенных решений дифференциальных уравнений также находят естественное обобщение и усовершенствование в задачах о соответствующих дифференциальных операторах, а именно — о подборе таких естественных топологий в области определения и области значений, чтобы оператор {\displaystyle L} (при условии единственности решений) осуществлял гомеоморфизм области определения и области значений в этих топологиях (эта теория связана с теорией интерполяции и шкал функциональных пространств, особенно в случаях линейных и квазилинейных дифференциальных операторов), или в подборе дифференциальных операторов, близких к данному в том или ином смысле (что позволяет, используя различные топологии в множестве дифференциальных операторов, обосновывать методы аппроксимации уравнений, в том числе метод регуляризации, метод штрафа и некоторые итерационные методы регуляризации). Теория дифференциальных операторов позволяет применить классические методы теории операторов, например теорию вполне непрерывных операторов, метод сжатых отображений в различных теоремах существования и единственности решений дифференциальных уравнений, в теории бифуркации решений и в нелинейных задачах о собственных значениях. Часто оказывается возможным использовать наличие в функциональных пространствах, где определён дифференциальный оператор, естественной структуры порядка (в частности, применить теорию монотонных операторов), использовать методы линейного анализа (теорию двойственности, теорию выпуклых множеств, теорию сопряженных операторов, теорию диссипативных операторов), вариационные методы и теорию экстремальных задач, а также наличие некоторых дополнительных структур в области определения области значений (например, комплексной, симплектической и т. д.) для выяснения структуры области значений и ядра дифференциального оператора, то есть получения информации о классе решений соответствующих уравнений. Ряд задач, связанных с дифференциальными выражениями, приводит к необходимости изучения дифференциальных неравенств, естественно связанных с многозначными дифференциальными операторами.
Таким образом, теория дифференциальных операторов позволяет разрешить ряд трудностей классической теории дифференциальных уравнений. Использование различных расширений обычных дифференциальных операторов приводит к понятию обобщённого решения соответствующего дифференциального уравнения (которое в ряде случаев, связанных, например, с эллиптическими задачами, оказывается необходимо классическим), а использование линейной структуры позволяет вводить понятие слабых решений дифференциальных уравнений. При выборе подходящего расширения дифференциального оператора, определённого дифференциальным выражением, важную роль играют связанные с конкретным видом последнего априорные оценки для решений, которые позволяют указать такие функциональные пространства, что в этих пространствах дифференциальных операторов непрерывен или ограничен.
Но теория дифференциальных операторов даст возможность поставить и решить и ряд принципиально новых задач по сравнению с классическими задачами теории дифференциальных уравнений. Так, для нелинейных операторов представляют интерес изучение структуры множества его неподвижных точек и действие оператора в их окрестности, а также классификация этих особых точек и вопрос об устойчивости типа особой точки при возмущении данного дифференциального оператора; для линейных дифференциальных операторов кроме указанных выше задач, представляют интерес задачи об описании и изучении спектра дифференциальных операторов, построения его резольвенты, вычислений индекса, описание структуры инвариантных подпространств данного дифференциального оператора, построение связанного с данным дифференциальным оператором гармонического анализа (в частности, разложения по собственным функциям, что требует предварительного изучения вопросов полноты системы собственных и присоединённых функций), изучения линейных и нелинейных возмущений данного дифференциального оператора. Эти задачи представляют особый интерес для эллиптических дифференциальных операторов, порождённых симметричными дифференциальными выражениями, в связи с теорией самосопряженных операторов в гильбертовом пространстве (в частности, со спектральной теоремой для таких операторов и теорией расширений симметричных операторов). Теория ряда задач гиперболических и параболических (не обязательно линейных) дифференциальных операторов связана с теорией групп и полугрупп преобразований локально выпуклых пространств.
Пожалуй, наиболее исследованный (помимо линейных) класс дифференциальных операторов, к тому же имеющий широкое практическое применение, — дифференциальные операторы, не изменяющиеся вообще или меняющиеся по вполне определённому закону при действии на область их определения и соответствующим образом на дифференциальное выражение некоторых преобразовании, составляющих группу {\displaystyle G} (или полугруппу). Таковы, например, инвариантные дифференциальные операторы, тесно связанные с представлениями группы {\displaystyle G}; ковариантная производная или, более обще, пульверизация — дифференциальный оператор на пространствах дифференцируемых тензорных полей (здесь {\displaystyle G} группа всех диффеоморфизмов), длинный ряд операторов теоретической физики и т. п. Функционально-геометрические методы полезны и при исследовании дифференциальных операторов с так называемой скрытой симметрией.
Теория дифференциальных операторов, являющаяся составной частью общей теории операторов, играет в последнее время все более значительную роль не только в теории дифференциальных уравнений, но и вообще в современном анализе, причём не только как важный конкретный пример неограниченных операторов (это в особенности касается теории линейных дифференциальных операторов), но и как аппарат представления и средство изучения объектов различной природы: так, например, любая обобщённая функция (и даже гиперфункция) получается действием некоторого обобщённого дифференциального оператора на непрерывную функцию. Наконец, непрерывно возрастает роль и влияние теории дифференциальных операторов в других разделах математики — например, одно из решений так называемой проблемы индекса связывает топологические характеристики многообразия с наличием на нём определённого класса дифференциальных операторов, что позволяет сделать заключение о свойствах эллиптических комплексов на этом многообразии.

## Примеры
- В дифференциальной геометрии операторы внешней производной и производной Ли обладают геометрическим смыслом и определяются внутренним образом.
- В общей алгебре идея дифференцирования позволяет обобщить дифференциальные операторы без апелляций к математическому анализу. Зачастую такие конструкции используются в алгебраической геометрии и коммутативной алгебре (например, при введении струй).